# イーゴリ・スミルノフ
イーゴリ・ニコラエヴィチ・スミルノフ（Igor Nicolaevici Smirnov, ロシア語: Игорь Николáевич Смирнов, 1941年10月3日 - ）は、モルドバの政治家。1991年10月から2011年12月まで未承認国家である沿ドニエストル共和国大統領職を務めた。

## 略歴
ペトロパヴロフスク・カムチャツキー出身。手工業学校卒業後、西シベリアのズラトウーストの冶金工場、さらに1959年から1987年まで南ウクライナのノーバ・カホフカの電気機械製造工場に勤務する。
1987年、後に沿ドニエストル共和国の首都となるティラスポリに移住。1987年から1990年までティラスポリの「エレクトロマシュ」の工場長を務める。
1989年8月からモルダビア・ソビエト社会主義共和国の人民代議員として政界に入り、ロシア人とウクライナ人住民の権利の擁護に努めた。1990年4月からティラスポリ市人民代議員会議議長。1990年9月2日、国際社会から承認を得られないまま沿ドニエストル・ソビエト社会主義共和国暫定最高会議議長への就任を宣言した。これを阻止しようとするモルドバからの軍事侵攻も撃退し、権力の座を確固たるものにする。
その後の大統領選挙（1991年、1996年、2001年、2006年）で4選を果たし、2001年の大統領選挙では81.8％を得票した。しかし5選を目指した2011年の大統領選挙で1回目の投票で敗北し、決選投票にも進めなかった。

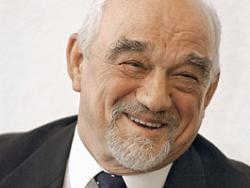
大統領在任時代